# جون كوك (مدرب رياضي)
جون كوك (بالإنجليزية: John Cook)‏ هو مدرب رياضي أمريكي، ولد في 1956 في تشولا فيستا في الولايات المتحدة.